# Алессандрія-делла-Рокка
Алессандрія-делла-Рокка (італ. Alessandria della Rocca, сиц. Lisciànnira di la Rocca) — муніципалітет в Італії, у регіоні Сицилія, провінція Агрідженто.
Алессандрія-делла-Рокка розташована на відстані близько 490 км на південь від Рима, 65 км на південь від Палермо, 30 км на північний захід від Агрідженто.
Населення — 3029 осіб (2014).
Щорічний фестиваль відбувається останньої неділі серпня. Покровитель — Madonna della Rocca.

## Демографія
Населення за роками:

Станом на 1 січня 2023 року в муніципалітеті офіційно проживало 39 іноземців з 7 країн, серед них 34 громадяни країн Євросоюзу та 1 громадянин України.

## Сусідні муніципалітети
- Бівона
- Чанчана
- Сан-Б'яджо-Платані
- Сант'Анджело-Муксаро
- Санто-Стефано-Куїскуїна